# Бурмакинское сельское поселение
Бурма́кинское се́льское поселе́ние — муниципальное образование в составе Кирово-Чепецкого район Кировской области России.
Административный центр — село Бурмакино.

## История
Бурмакинское сельское поселение образовано 1 января 2006 года согласно Закону Кировской области от 07.12.2004 № 284-ЗО.

## Население
| 2010  | 2012  | 2013  | 2014  | 2015  | 2016  | 2017  |
| ----- | ----- | ----- | ----- | ----- | ----- | ----- |
| 1741  | ↗1834 | ↘1799 | ↘1785 | ↘1673 | ↘1660 | ↗1680 |
| 2018  | 2019  | 2020  | 2021  |       |       |       |
| ↘1589 | ↘1558 | ↘1544 | ↗1596 |       |       |       |

## Состав
В состав поселения входят 18 населённых пунктов (население, 2010):
| - село Бурмакино — 1272 чел.; - База отдыха завода ОЦМ — 3 чел.; - База отдыха комбината Искож — 5 чел.; - деревня Бережана — 18 чел.; - деревня Васютины — 0 чел.; - деревня Дресвяново — 410 чел.; - деревня Зорины — 0 чел.; - деревня Кокориха — 1 чел.; - деревня Колпаки — 0 чел.; | - деревня Малые Зыкины — 0 чел.; - деревня Марковы — 0 чел.; - деревня Мокрушины — 14 чел.; - деревня Пантюхины — 0 чел.; - посёлок Раменский — 10 чел.; - кордон Сверчихинский — 4 чел.; - деревня Сивковы — 0 чел.; - деревня Стожариха — 2 чел.; - деревня Хлебники — 2 чел. |